# Aino Henssen
Aino Marjatta Henssen (* 12. April 1925 in Elberfeld; † 29. August 2011 in Marburg) war eine deutsche Lichenologin und Professorin. Seit 1992 war sie Trägerin der Acharius-Medaille, einer nach Erik Acharius benannten schwedischen Auszeichnung für das Lebenswerk verdienter Flechtenkundler.
Ihr botanisch-mykologisches Autorenkürzel lautet „Henssen“.

## Leben
Aino Henssen promovierte 1953 in Marburg mit einer Arbeit über Lemnaceae. Anschließend arbeitete sie von 1953 bis 1954 am Institut für Obstbau der Universität Bonn. Von 1954 bis 1956 machte sie erste Studien über Actinomyceten am Institut für Bakteriologie in Berlin. 1956 arbeitete sie am Botanischen Institut in Helsinki. Von 1957 bis 1961 hatte sie ein Stipendium der Deutschen Forschungsgemeinschaft und der Helene Lange Stiftung und arbeitete über Flechten in Uppsala und Marburg. Von 1961 bis 1963 erhielt sie ein Stipendium der „American Association of University Women“ und von der kanadischen Regierung (Arbeiten in den USA und Kanada). 1963 arbeitete sie als Kuratorin für Kryptogamen am Botanischen Institut in Marburg, wo sie sich 1965 in systematischer Botanik habilitierte und von 1970 bis 1990 als Professorin tätig war. Aino Henssen veröffentlichte 100 wissenschaftliche Beiträge und sammelte und herbarisierte etwa 60.000 Flechtenarten. Sie war Mitautorin des Lehrbuchs Lichenes, Eine Einführung in die Flechtenkunde.
Ihr Vater war Professor Gottfried Henssen und ihre Mutter die Finnin Toini Saraste.